# Hamilton (Queensland)
Pour les articles homonymes, voir Hamilton.
Hamilton est une banlieue aisée au nord-est de la ville de Brisbane, en Australie. Elle est située sur la rive nord du fleuve Brisbane.

## Population
Lors du recensement de 2021, Hamilton compte 8 922 habitants, dont 4 360 hommes et 4 559 femmes.